# رأس غارب
رَأسْ غَارِب، هي مدينة مصرية، تتبع محافظة البحر الأحمر إدراياً، وتعد ثاني مدن المحافظة من حيث عدد السكان والأهمية بعد الغردقة. تبعد 150 كم إلى شمال الغردقة. ينبني اقتصادها على استخراج البترول، وتوجد عدة منصات بحرية بجوارها في خليج السويس الممتد تصب في مخازنها.

## التاريخ
أطلق على مدينة رأس غارب هذا الاسم نسبة إلى جبل غارب الذي يطل على المدينة من الغرب ويبلغ ارتفاعه 1750 متراً، وكلمة غارب تعني الكاهل ومنها «أخذ على كاهله كذا وكذا»، والغارب «أعلى الشيء»، أما الغارب في البعير فهي «المنطقة بين السنام والعنق».
ولم يكن في رأس غارب من قبل سوى الفنار الذي أنشئ عام 1871م وقد صممه الفرنسي غوستاف إيفل الذي أقام البرج المعروف باسمه برج إيفل وكذلك كوبري أبو العلا بالقاهرة.

## الجغرافيا والسكان

### السكان
يبلغ عدد السكان في مدينة رأس غارب بحسب تقديرات عام 2024 حوالي 47,463 نسمة، معظمهم في قطاع البترول والخدمات المساندة له، حيث يعتبر البترول مصدرًا أساسيًا للدخل في المدينة. وأغلب سكان محافظة البحر الأحمر بما فيها رأس غارب والغردقة هم من قبائل العرينات، جهينة، بني عطية (المعازة), الرشايدة، عبس، القزايزة، عربان الرشندية، العزايزية، البجة، العبابدة، الحويطات، النوبين، وقبائل البراهمة، والسادة الأشراف .

### التقسيم الإداري
يتبع المدينة قريتي:
- قرية الزعفرانة
- قرية وادي دارا.

## الاقتصاد

### البترول
تعتبر رأس غارب من أكبر المدن في مصر إنتاجا للبترول فهي تستخرج منذ عام 1938 تقريبا حوالي 1/3 إنتاج الجمهورية وبها العديد من شركات البترول الوطنية والأجنبية والمشتركة والخاصة ويعمل بها في مجال استخراج البترول خبراء ومهندسون عالميون.
وقد تم حفر أول بئر بترولي في رأس غارب عام 1938 عن طريق شركة آبار الزيوت الإنجليزية المصرية ذات المسئولية المحدودة وهي إحدى فروع شركة شل العالمية التي اكتشفت حقل الغردقة سنة 1911 وانتهاءً بحقول سيناء سنة 1949،
كما يوجد بالمدينة ثروات معدنية هامة وتتمثل في أكثر من 200 محجر مختلفة الخامات من رخام وكاولين ورمل زجاج وكوارتز وفلسبار.. إلخ.[بحاجة لمصدر]

## معرض صور

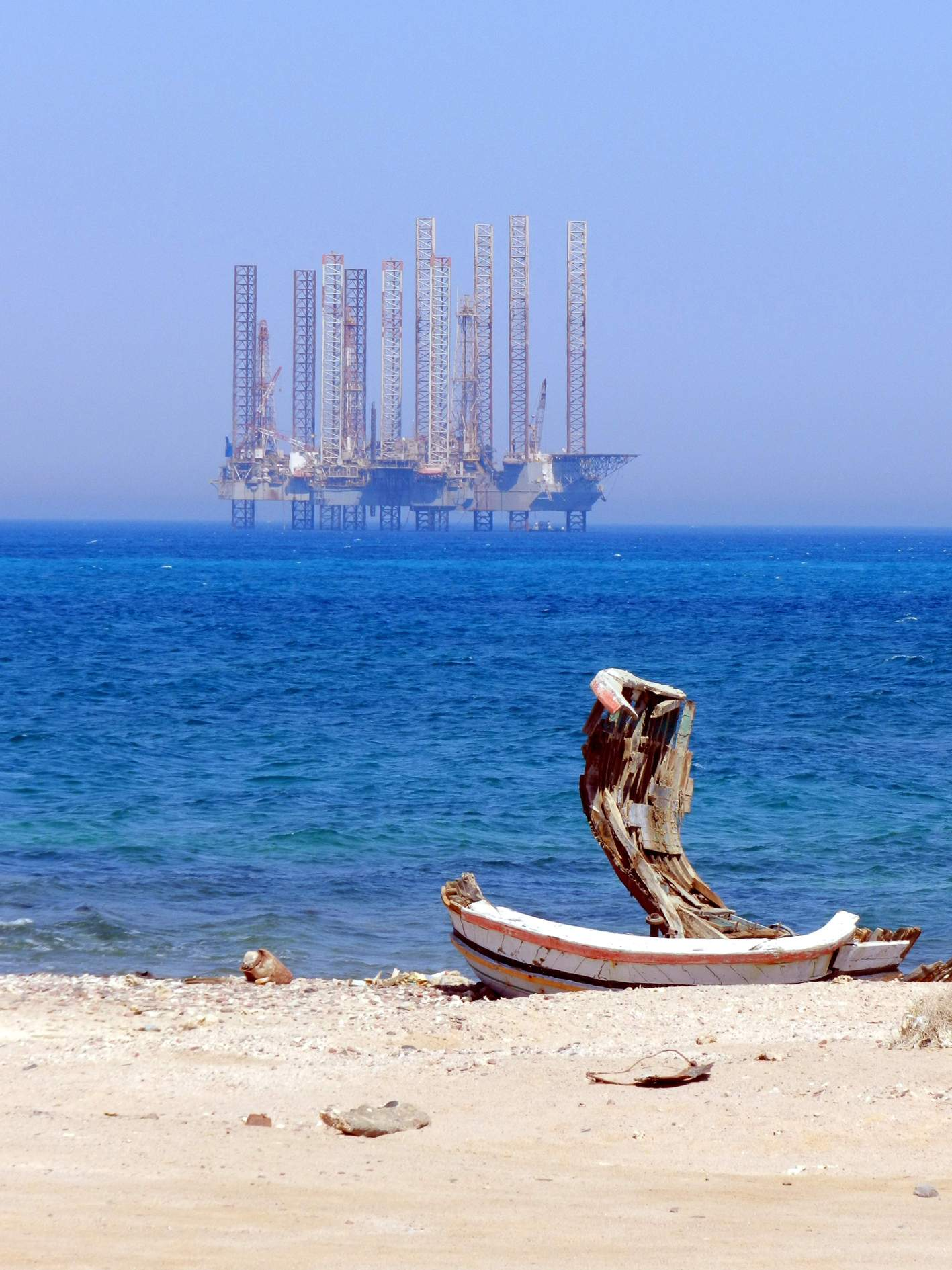
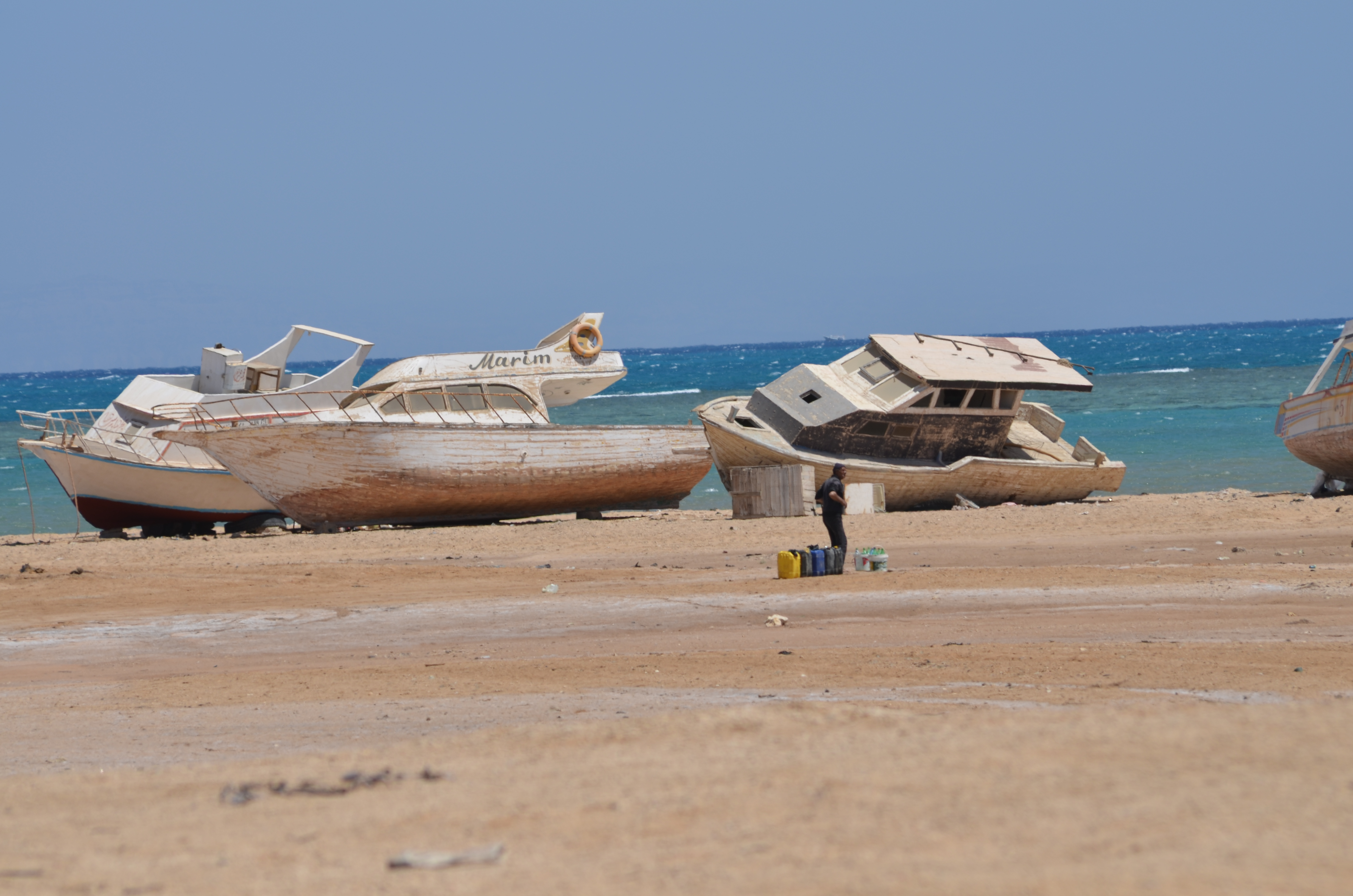
مراكب على ساحل الزعفرانة
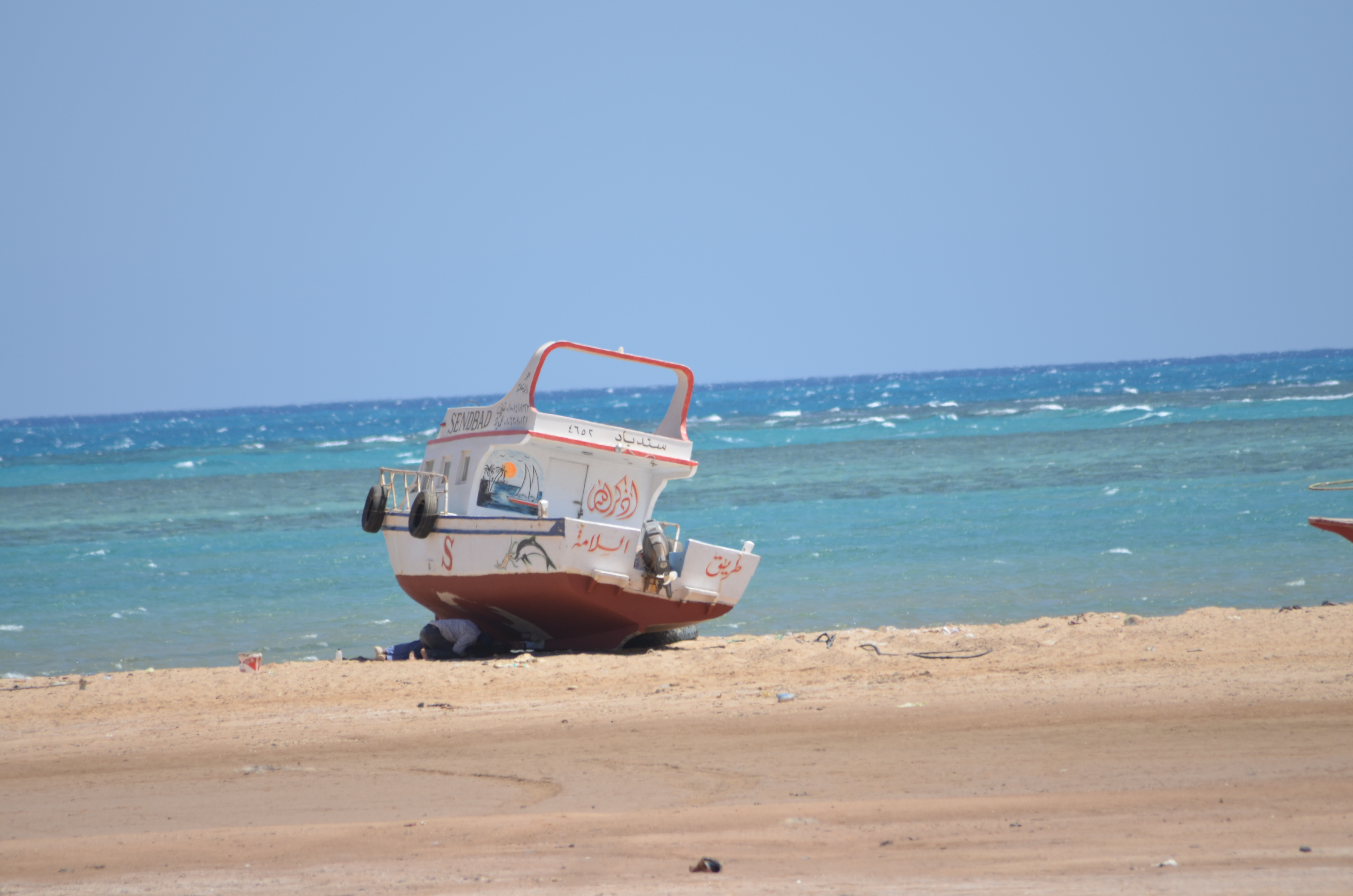
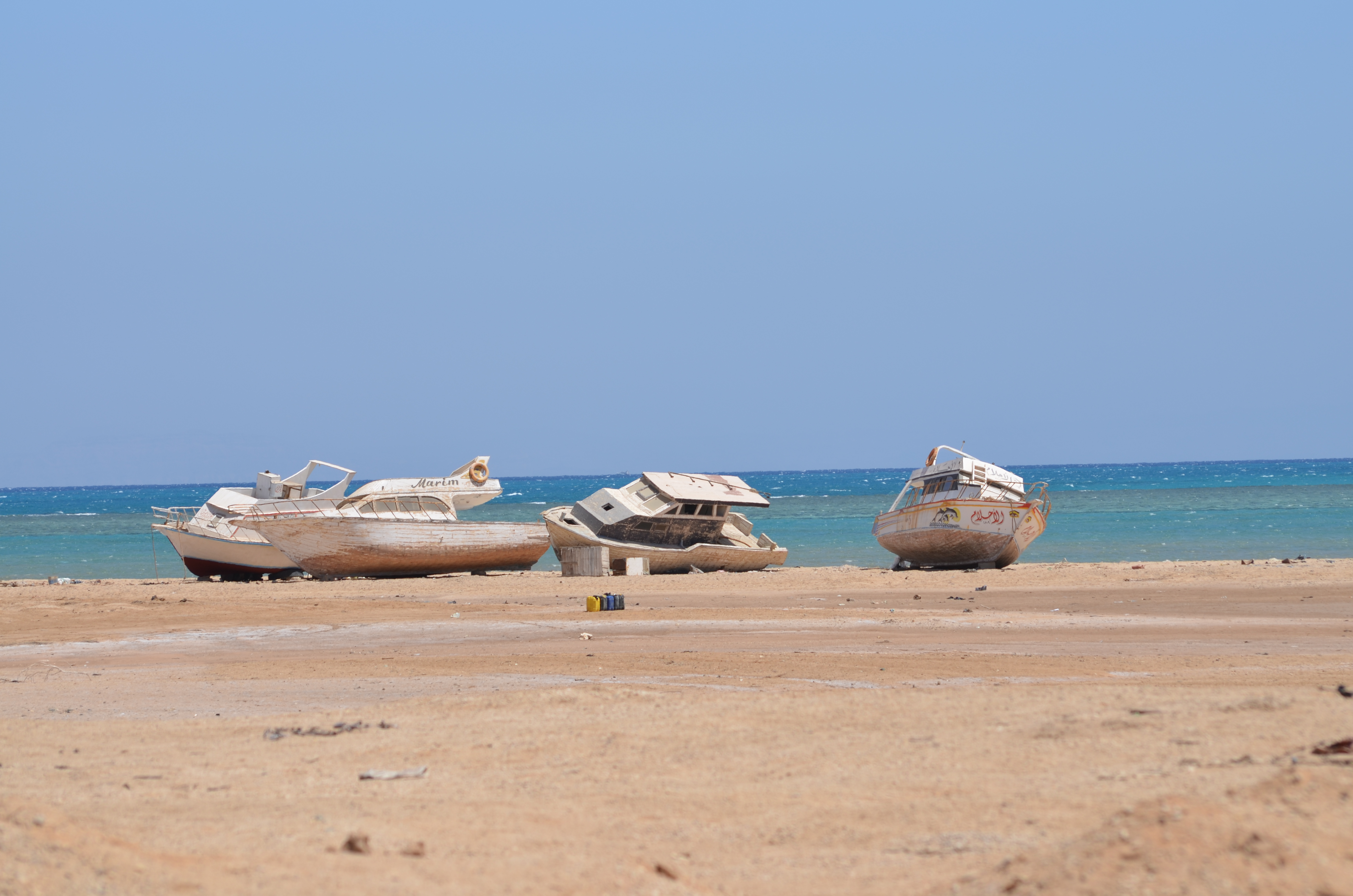
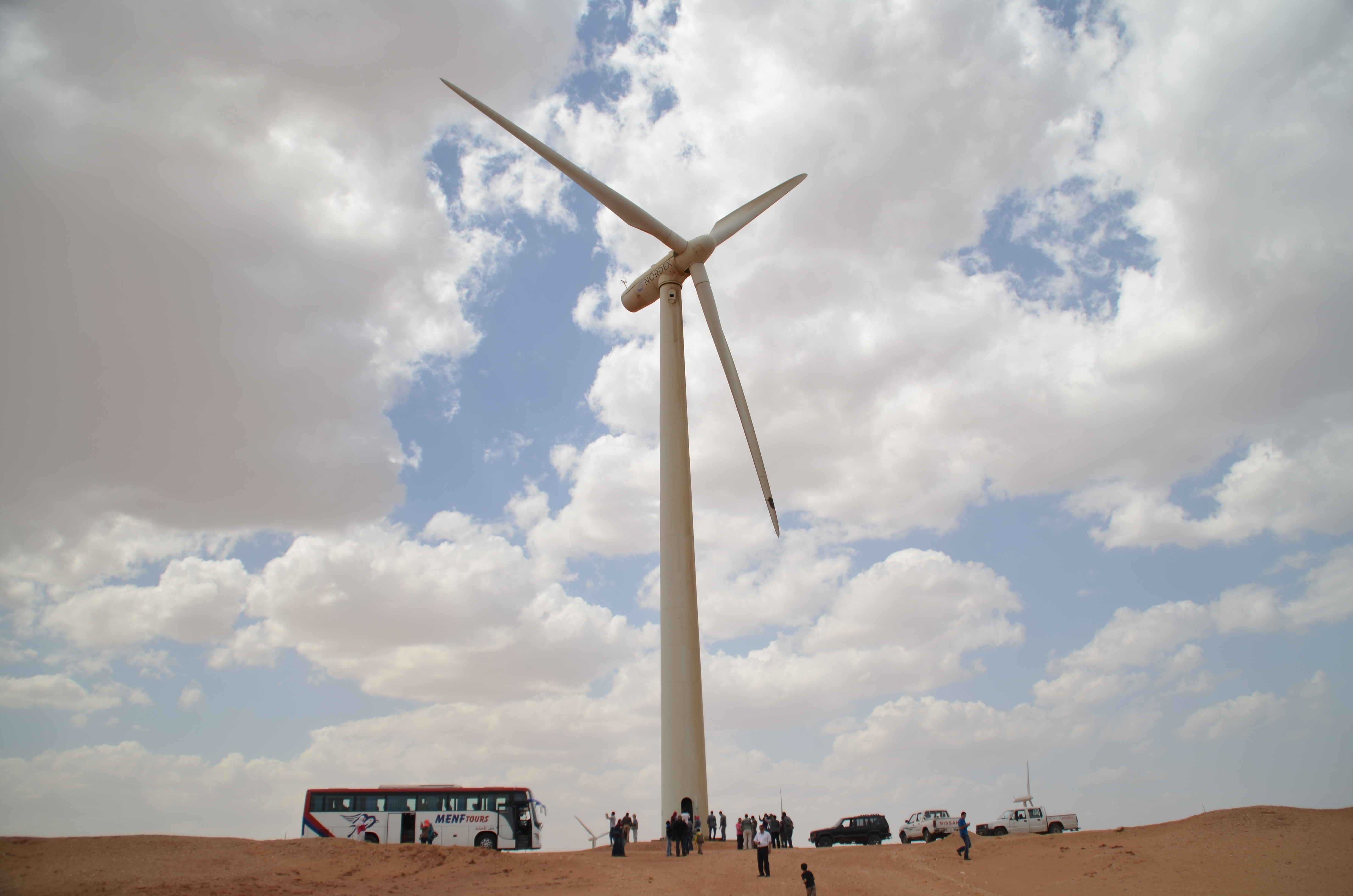
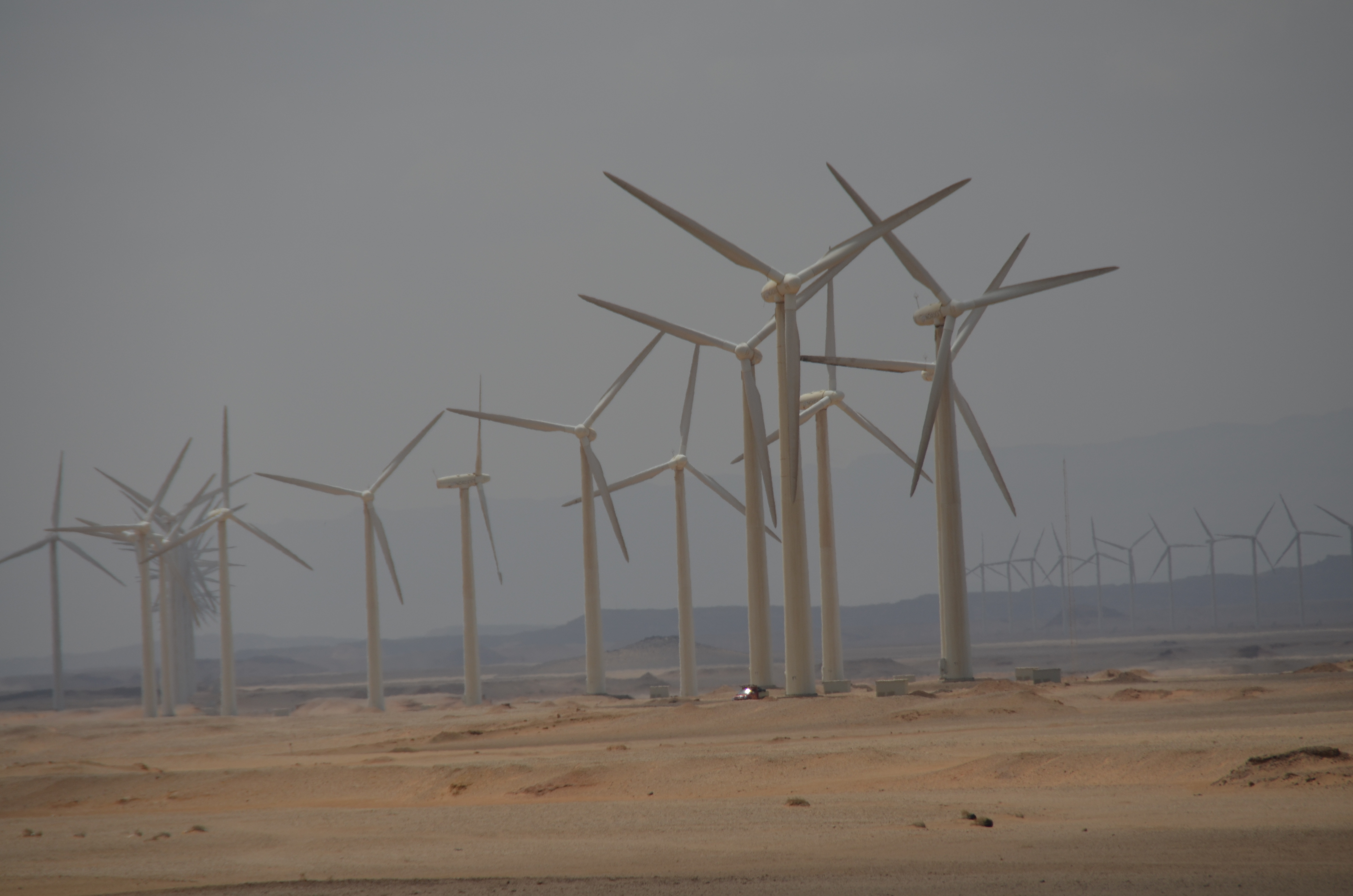
توربينات الرياح في الزعفرانة
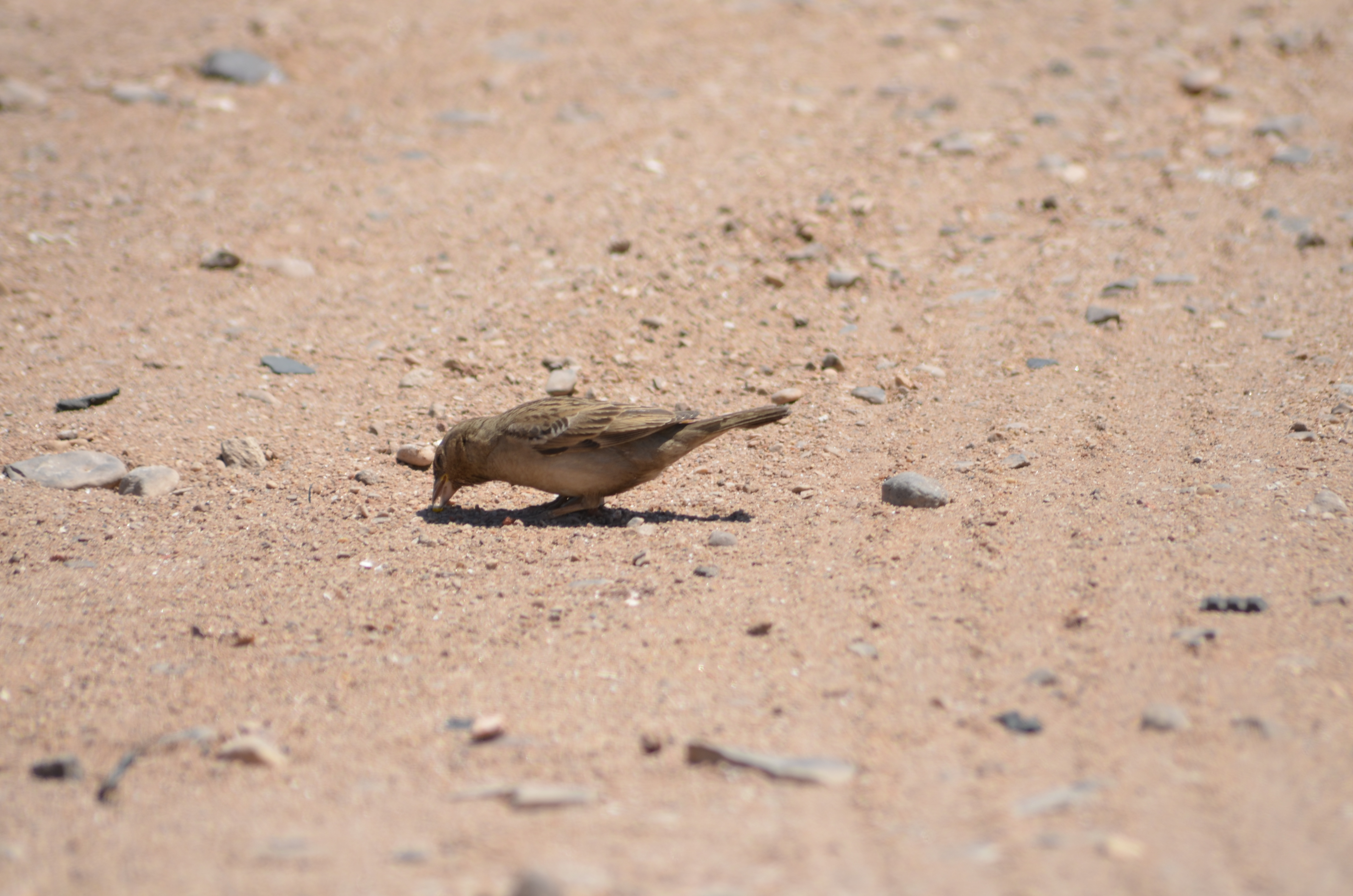
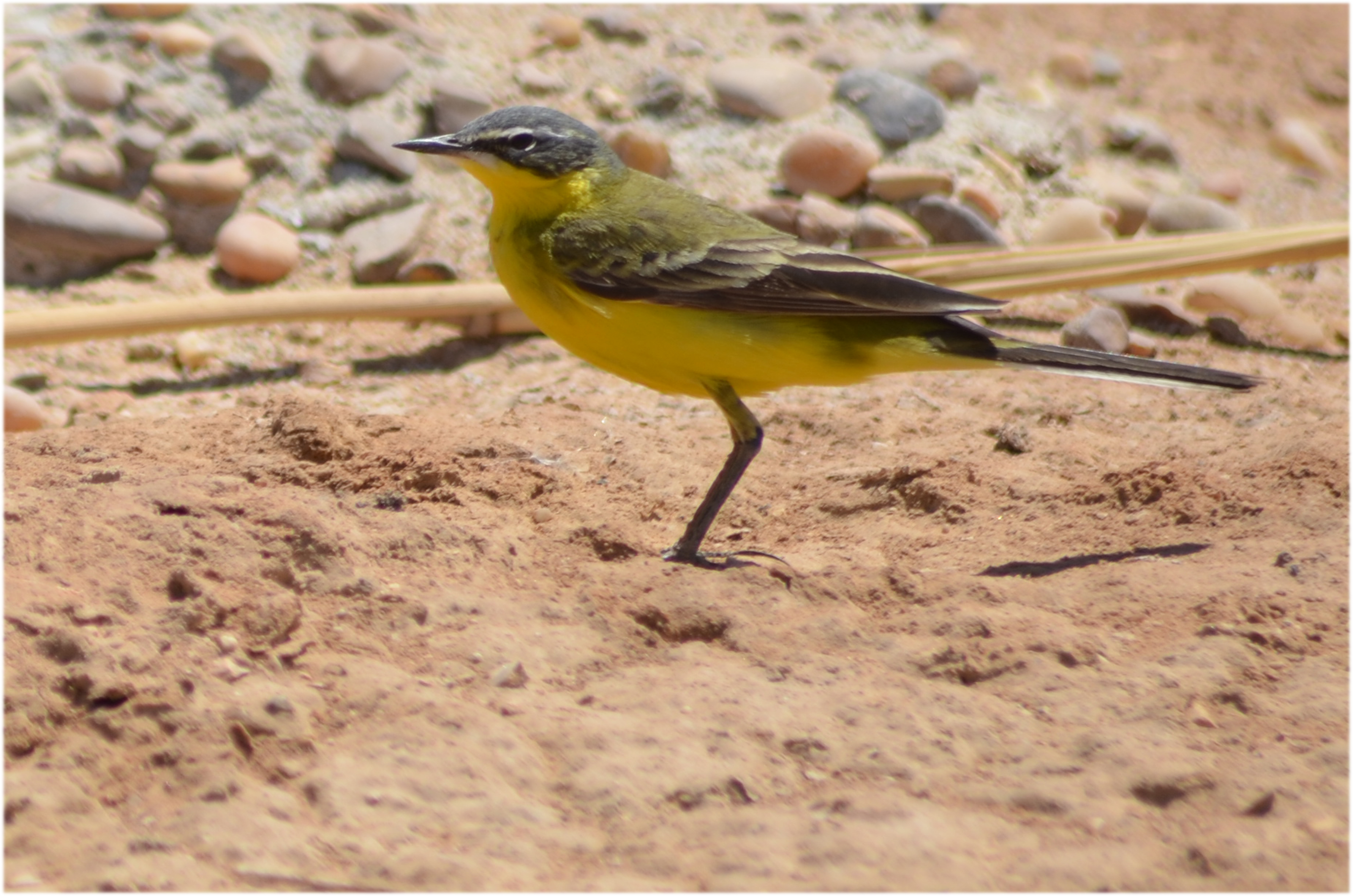
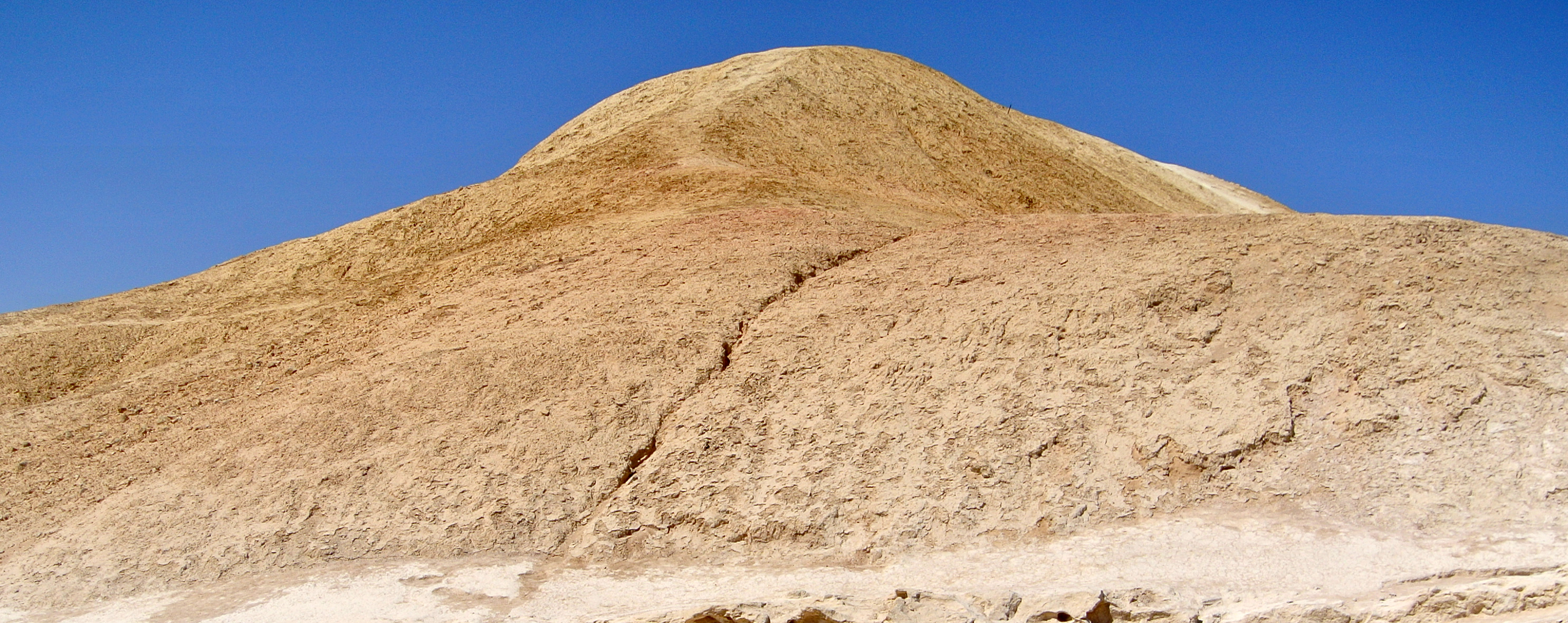
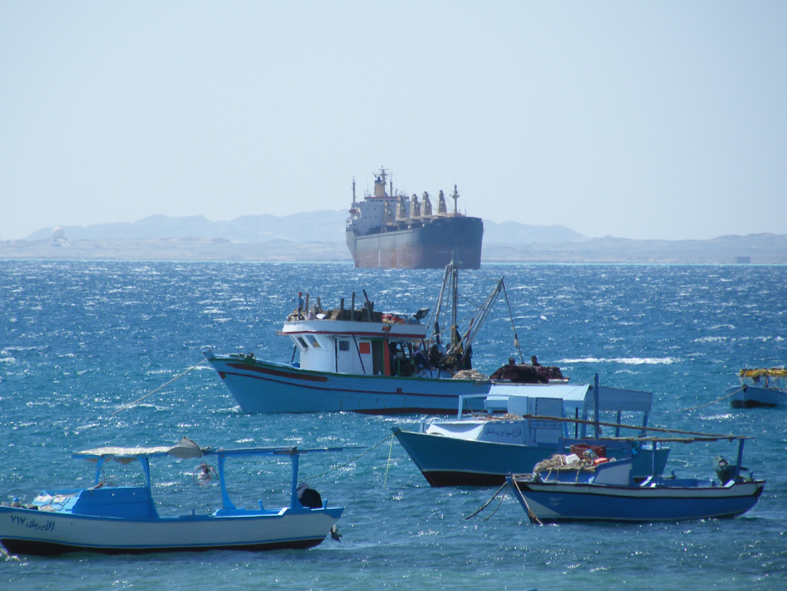
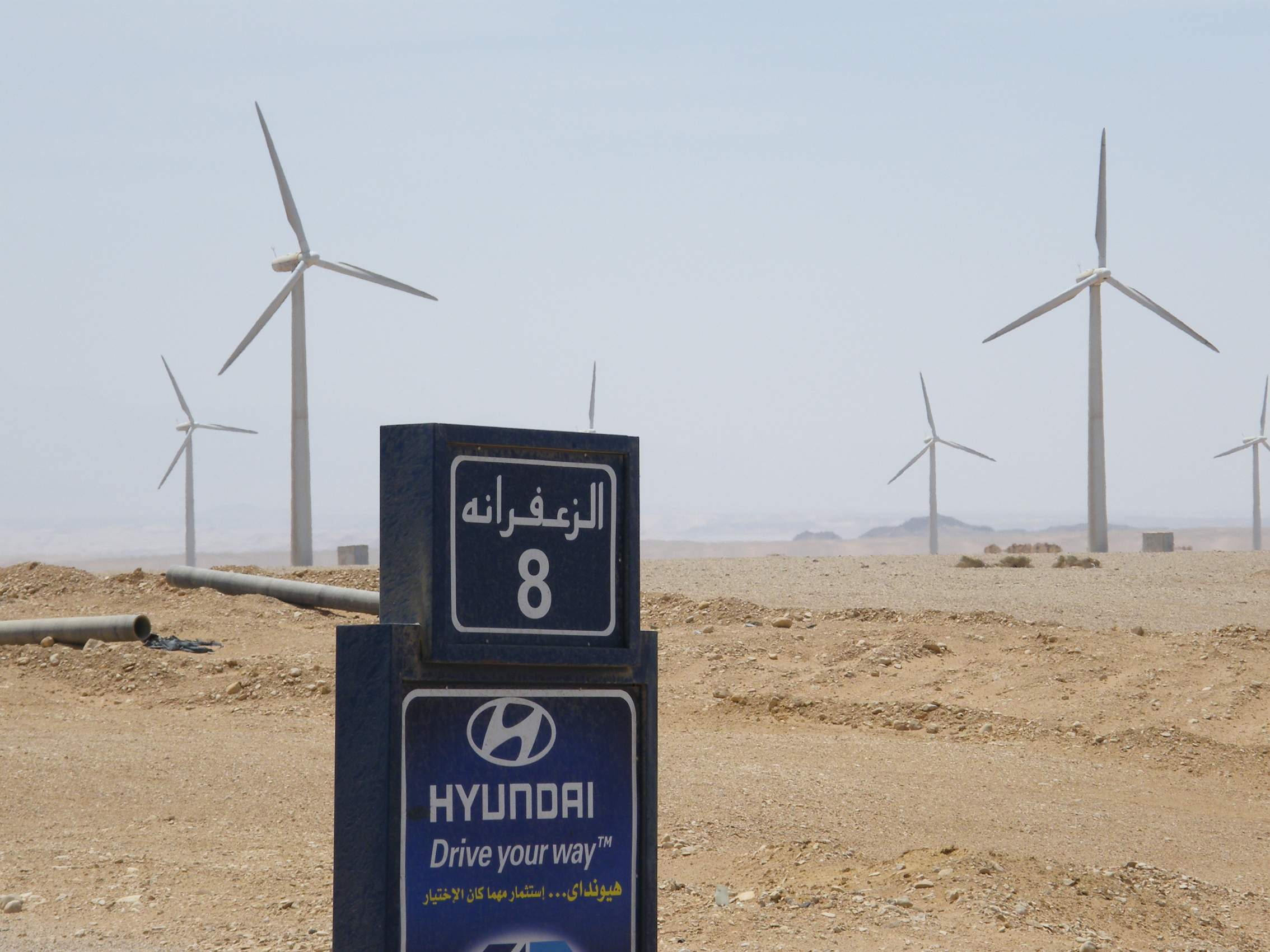
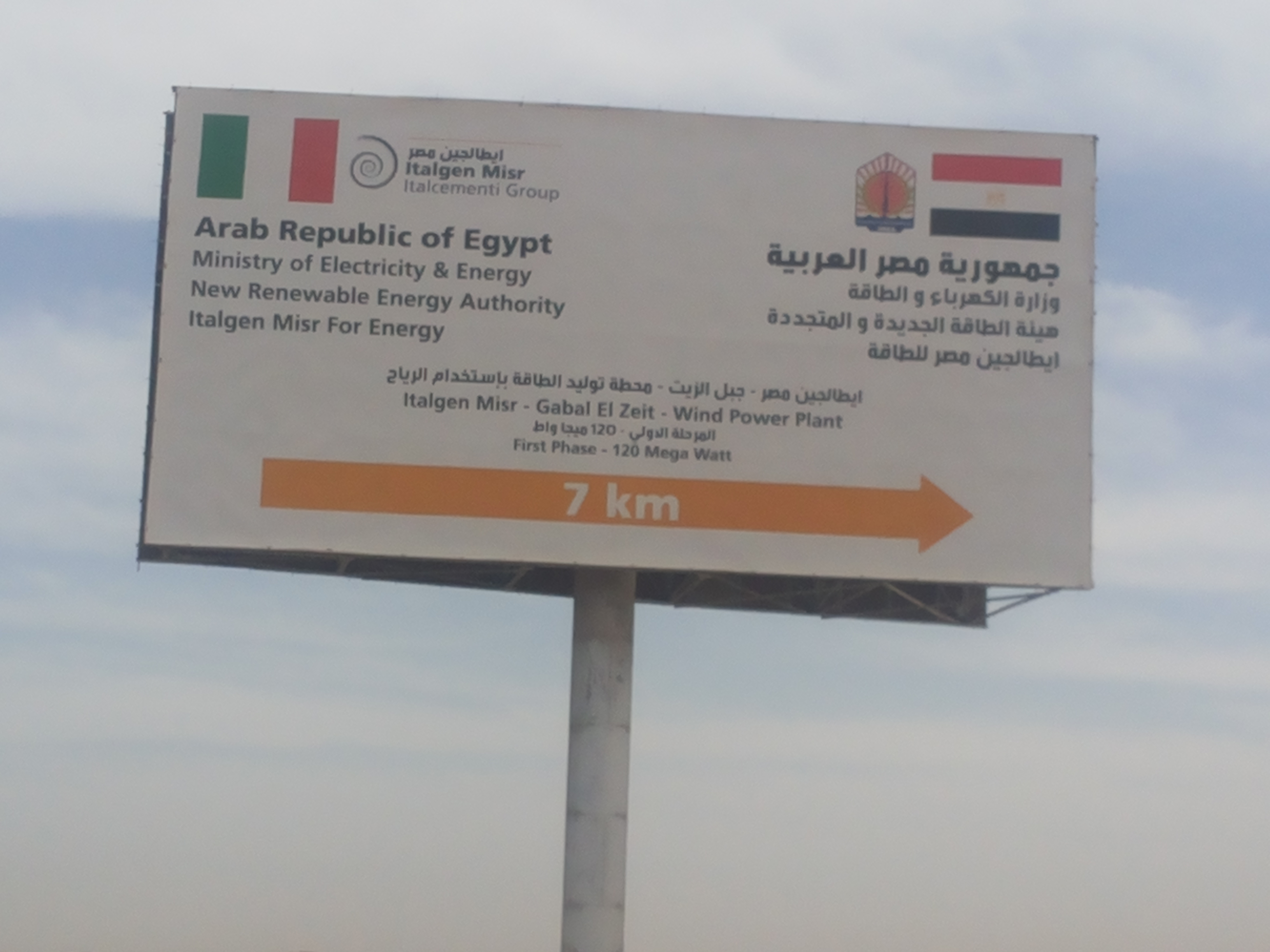